# International Women's Open 1990
L'International Women's Open 1990 è stato un torneo di tennis giocato sull'erba. 
È stata la 16ª edizione del torneo di Eastbourne, che fa parte della categoria Tier II nell'ambito del WTA Tour 1990. 
Si è giocato al Devonshire Park Lawn Tennis Club di Eastbourne in Inghilterra, dal 18 al 24 giugno 1990.

## Campionesse

### Singolare
Martina Navrátilová ha battuto in finale  Gretchen Magers con il punteggio di 6–0, 6–2

### Doppio
Larisa Neiland /  Nataša Zvereva hanno battuto in finale  Patty Fendick /  Zina Garrison con il punteggio di 6–4, 6–3